# Ed Turkington
Edward Laurence Turkington (San Francisco, Kalifornia, 1899. január 10. –  Atherton, Kalifornia, 1996. augusztus 3.) olimpiai bajnok amerikai         rögbijátékos, katona, rendőr, üzletember.
Az 1924. évi nyári olimpiai játékokon olimpiai bajnok lett az amerikai rögbicsapattal.
Harcolt a második világháborúban. 1944-ben és 1945-ben San Francisco rendőrkapitánya volt.